# Hohenau an der March
Hohenau an der March (en checo: Cáhnov, en eslovaco: Cahnov) es una ciudad en el distrito de Gänserndorf en el estado de Baja Austria (Austria), cerca de Viena y de las fronteras con la República Checa y  Eslovaquia. La ciudad se encuentra a orillas del río Morava (en alemán: "March"). El censo de 2005 estableció una población de 2.768 habitantes. 